# Souls to Deny
Souls to Deny är det amerikanska death metal-bandet Suffocations fjärde studioalbum. Albumet släpptes 2004 genom skivbolaget Relapse Records.

## Låtförteckning
1. "Deceit" – 4:40
2. "To Weep Once More" – 4:31
3. "Souls to Deny" – 5:45
4. "Surgery of Impalement" – 3:51
5. "Demise of the Clone" – 4:36
6. "Subconsciously Enslaved" – 4:24
7. "Immortally Condemned" – 6:03
8. "Tomes of Acrimony" – 4:30

Text: Suffocation (spår 1–7), Keith DeVito (spår 8)
Musik: Suffocation (spår 1–8)

## Medverkande
Musiker (Suffocation-medlemmar)
- Frank Mullen − sång
- Terrance Hobbs – gitarr, basgitarr
- Guy Marchais – gitarr
- Mike Smith − trummor, basgitarr

Produktion
- Suffocation – producent, ljudtekniker, mixning
- Joe Cincotta – ljudtekniker, ljudmix
- Scott Hull – mastering
- Dan Seagrave – omslagskonst
- David Ungar – foto